# Parazăpadă

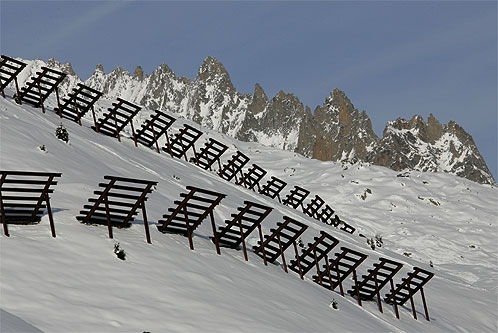
Garduri portabile pentru zăpadă în Austria

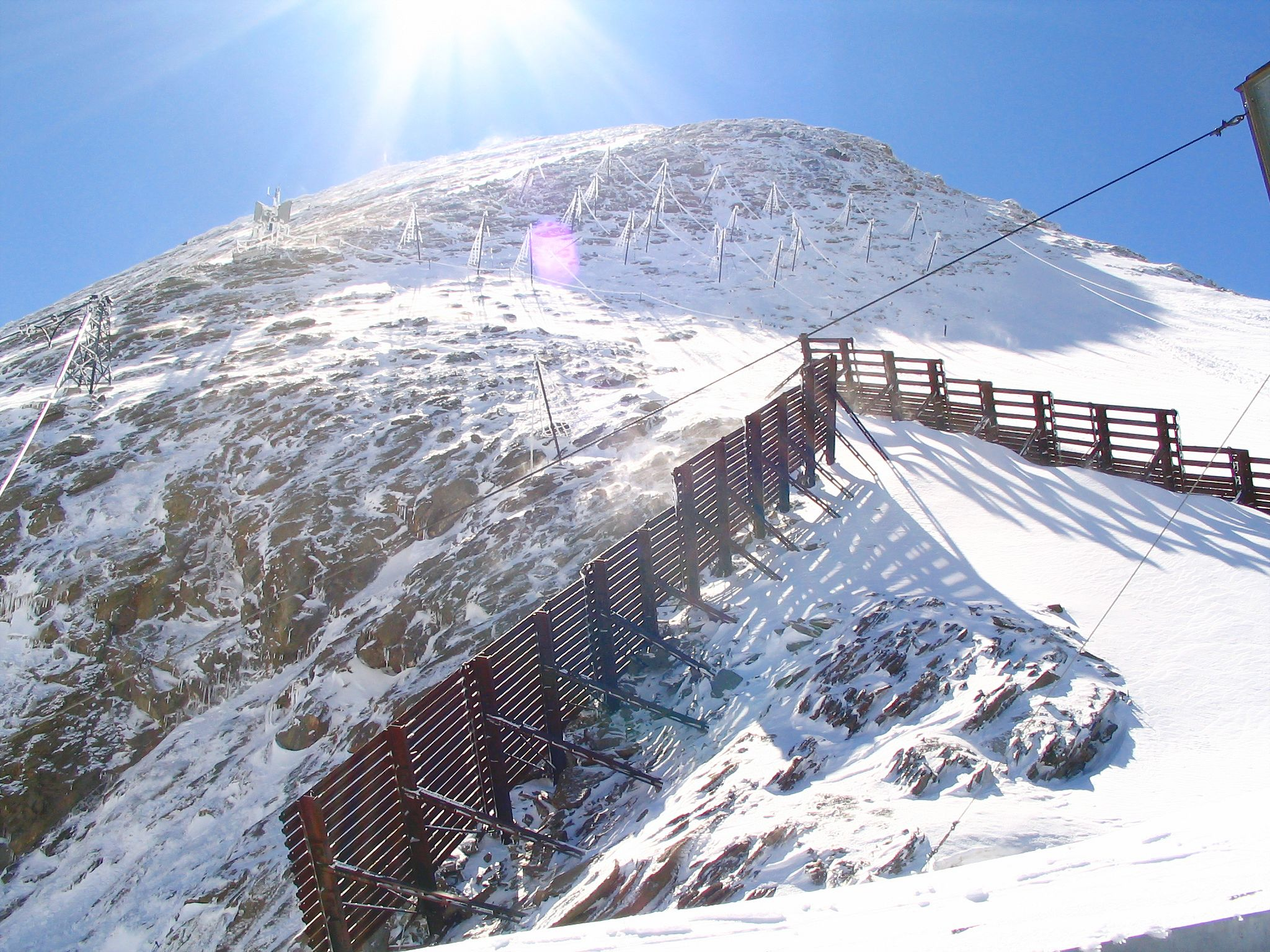
Garduri de zăpadă pe Kitzsteinhorn

Parazăpezile sunt niște sisteme de protecție (dig de pământ, panouri fixe sau mobile, de obicei de scânduri, zid, gard etc. sau plantație de arbori) așezate lângă căile de comunicație (căi ferate, șosele etc.), pentru a împiedica înzăpezirea acestora. Panourile sunt așezate unul la capătul celuilalt, de-a lungul marginii superioare a taluzului unei tranșee sau pe un teren orizontal pe care sunt executate o șosea sau o cale ferată.
În agricultură parazăpezile sunt făcute din panouri de scânduri, din împletituri de nuiele etc. sau din plantații de arbori și se folosesc pentru a reține și a repartiza uniform zăpada pe un teren (semănat).
Parazăpada unei clădiri reprezintă un grilaj mic metalic, montat la marginea unui acoperiș, pentru a opri căderea zăpezii, prevenind astfel accidentele.

## Descriere și mecanism fizic
Parazăpada permanentă constă de obicei din stâlpi cu scânduri orizontale care trec peste ei, astfel încât să acopere puțin peste jumătate din suprafața totală a gardului. Partea de jos a gardului de 10% până la 15% trebuie lăsată deschisă, astfel încât zăpada să nu se așeze direct sub gard, ceea ce ar reduce înălțimea efectivă a acestuia. Gardurile mai înalte captează mai multă zăpadă. Luând înălțimea gardului ca o singură unitate, acesta ar trebui să fie plasat treizeci și cinci de unități sau mai mult în direcția vântului sau clădirea pe care este menit să o protejeze. Parazăpada pot consta, de asemenea, din linii de arbuști, copaci de conifere sau tulpini de porumb, distanțate foarte aproape.

## Tipurile de parazăpezi pentru acoperișuri
Parazăpada trebuie aleasă și adaptată pentru fiecare tip de acoperiș în parte. În funcție de materialul acoperișului trebuie ales și modelul de parazăpadă. Pentru fiecare material în parte opritorul de zăpadă va trebui adaptat. 

### Parazăpezi clasici ( tip V )
Acest model de parazăpezi se montează numai pentru acoperișurile cu tablă zincată și țiglă metalică. La parazăpezii clasici ( tip V ) se folosește montajul simplu cu o singură garnitură. Modalitatea corectă prin care poate fi montat acest tip de parazăpezi se realizează prin două garnituri. Prima garnitură se plasează între țiglă metalică si parazăpadă, urmând ca a doua garnitură să fie deasupra parazăpezii.
De asemeni, șurubul va trebui să fie uns cu un mastic, care se va cimenta in țigla metalică, astupând totalmente gaura dată. Țigla metalică va trebui găurită pe muchie pentru plasarea șurubului, lăsând liber canalul prin care circulă apa.
Aceasta este una dintre modalitățile de a monta corect acest tip de parazăpezi, fără a afecta acoperișul.

### Tăietorii de zăpada
Scopul acestora este de a tăia cantitatea de zăpadă formată pe acoperiș. Se montează pe fiecare muchie a țiglei metalice, iar poziționarea lor pe acoperiș este realizată în zigzag. De asemeni, canalul prin care se scurge apa se va lăsa în continuare liber. Șurubul vine tot la fel cu două tipuri de garnituri și trebuie masticat de fiecare dată înainte de a fi pus pe acoperiș. Pentru acoperișul din țiglă metalică, nu există un capăt de agățare ( cum este la țigla de beton ). 
La țigla ceramică ( sau cea din beton ), acesta se agață de capătul țiglei, urmând ca la terminația acestuia să fie prins în șuruburi. Montajul lor se realizează pe rândurile 2 și 3 începând de la streașină.

### Parazăpezii tip grilaj
Acest model de parazăpezi pot fi montați pe mai multe tipuri de acoperișuri. Pot fi puși atât pe acoperișurile ce au carton, dar și pe cele cu țiglă metalică ( dacă șarpanta este destul de solidă ). Greutatea pentru acest tip de parazăpezi este de 15 kg pe metru liniar, iar pentru a fi montat este nevoie de o dulgherie destul de solida. Singura diferență apare la modalitatea de prindere. 
Pentru acoperișurile cu țiglă de beton, sistemul de prindere are la bază un cârlig de agățare. Acesta diferă de cel folosit pentru tabla fălțuita, unde parazăpada se montează pe baza unei șine.
Parazăpezile de tip grilaj se montează la acoperișul cu țiglă de beton în rândul doi, începând de la streașină. Montajul se realizează în paralel cu jgheabul, iar primul element care trebuie montat este suportul. Acesta se agață de țigla ceramică ( sau de beton ), după care urmează prinderea cu hornșuruburi cu garnitură. 

### Parazăpezii tubulari
Gardul tubular este unul dintre cele mai rezistente modele de parazăpezi și se adaptează pentru orice formă de acoperiș. Sistemul de prindere este la fel cu cel al parazăpezilor tip grilaj. Acest tip de parazăpezi fac parte din categoria sistemelor premium de parazăpada.
Suportul sau sistemul de prindere se aseamănă foarte mult cu cel al parazăpezii de tip grilaj.